# Max Papis
Massimiliano Papis, detto Max (Como, 3 ottobre 1969), è un pilota automobilistico italiano.
Ha corso in varie categorie automobilistiche, quali la Formula 1, la Champ Car, in cui ha ottenuto le maggiori soddisfazioni in carriera vincendo tre gare, e la NASCAR. Papis ha vinto anche un campionato di Rolex Sports Car Series nel 2004 in coppia con Scott Pruett e ha preso parte ad alcune edizioni della 24 Ore di Daytona, in cui ha primeggiato nel 2002.

## Carriera

### Gli inizi
Debutta in pista nei kart per passare poi alla Formula 3 italiana, dove giunge quinto nella stagione 1992. Si cimenta quindi in Formula 3000 internazionale alla guida di una vettura del Team Vortex Motorsport e giunge quarto alla prima gara disputata sul circuito di Donington Park. Nel 1994 viene assoldato come collaudatore della Lotus di Formula 1 motorizzata Mugen-Honda, pur continuando la carriera nella F3000: quinta piazza in classifica generale ottenuta anche grazie alla vittoria del Gran Premio di Spagna, a Barcellona, dove partiva dalla pole position.

### Formula 1

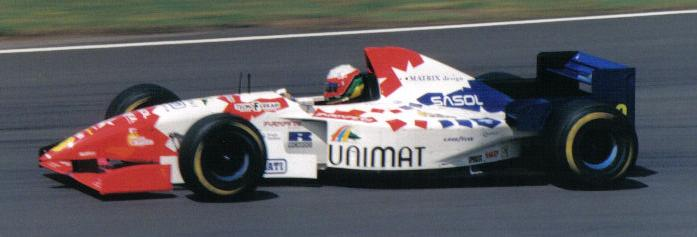
Papis al Gran Premio di Gran Bretagna 1995 in cui ha debuttato in Formula 1 con la Footwork.

Per il 1995, Papis venne messo sotto contratto come collaudatore dalla Footwork. Alcuni mesi dopo l'inizio del campionato, il pilota comasco ebbe occasione di esordire in Formula 1 al Gran Premio di Gran Bretagna del 1995, sostituendo Gianni Morbidelli, anche grazie a una dote di sponsor che portò al team.
Papis risultò mediamente più veloce del suo compagno di squadra Taki Inoue, disputando sette Gran Premi durante i quali sfiorò la zona punti, ottenendo un settimo posto al Gran Premio d'Italia a Monza. Per le ultime tre gare della stagione cedette nuovamente il volante a Morbidelli.

### Le corse americane
Chiusa la parentesi in Formula 1, Papis si trasferisce in USA (ma non rinuncia alla cittadinanza italiana) e si dedica al campionato IMSA con una Ferrari 333SP: giunge secondo nella classifica finale vincendo a Watkins Glen, Atlanta e Lime Rock; parte inoltre per quattro volte al palo e segna per otto volte il primato della pista. Contemporaneamente partecipa anche ad alcune gare del campionato di Champ Car. Nel 1997 è in CART a bordo di una Reynard-Toyota con cui giunge nove volte tra i primi quindici; partecipa inoltre per la prima volta alla 24 ore di Le Mans con una Ferrari 333SP.

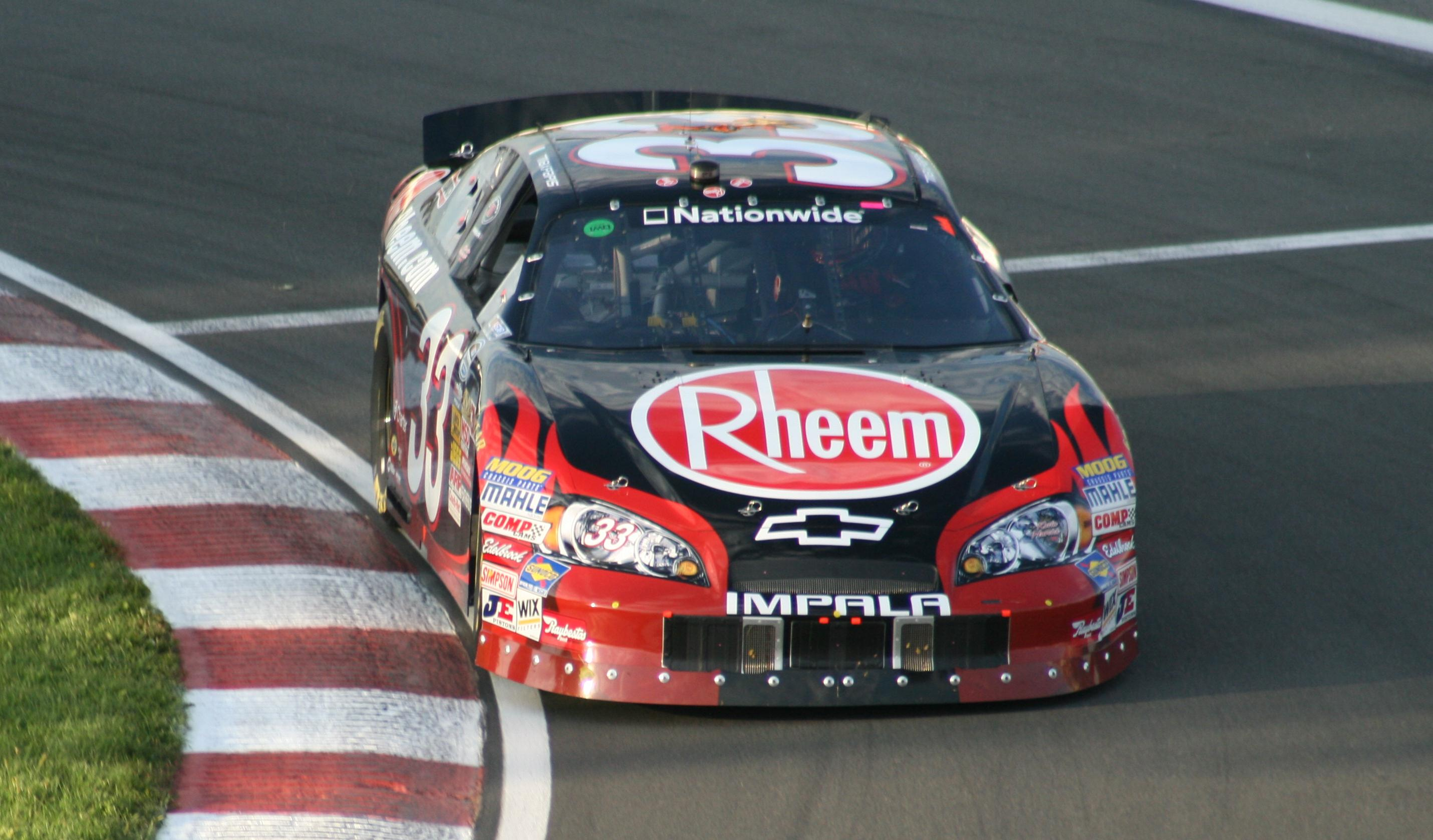
Max Papis durante la NAPA 200 2010 sul Circuito Gilles Villeneuve di Montreal

Pur continuando anche in CART, Papis si impone nella 24 ore di Daytona del 2000 e del 2002. La sua carriera guadagna ulteriore prestigio quando nel 2004 si aggiudica la 12 ore di Sebring a bordo di una Chevrolet Corvette C5R.
Il 2004 vede Papis trionfare anche nel campionato GRAND-AM nelle gare:
- 6 ore del Mont-Tremblant
- 6 ore di Watkins Glen
- Mid-Ohio Road Racing Classic
- California Speedway

Mentre nel 2005 con la partecipazione allo SPEED World Challenge, si aggiudica la Road Atlanta e la Mazda Raceway Laguna Seca, permettendo al Team Cadillac di conquistare il titolo costruttori.
Nel 2013 viene chiamato a sostituire il pilota infortunato Tony Stewart nella Sprint Cup Series, la massima serie NASCAR, al volante della Chevrolet SS sul circuito di Watkins Glen.
Nel 2014 fonda ufficialmente il Max Papis Racing (esordisce in verità, in una gara a Monza nel 2013, come prova), team che partecipa al campionato Nascar Whelen Euro Series. Il suo obbiettivo è quello di portare piloti italiani di talento nelle serie Americane.

## Risultati F1
| 1995 | Scuderia | Vettura |  |  |  |  |  |  |  |     |     |     |     |   |     |    |  |  |  | Punti | Pos. |
| ---- | -------- | ------- |  |  |  |  |  |  |  | --- | --- | --- | --- | - | --- | -- |  |  |  | ----- | ---- |
| 1995 | Footwork | FA16    |  |  |  |  |  |  |  | Rit | Rit | Rit | Rit | 7 | Rit | 12 |  |  |  | 0     | 22º  |

| Legenda | 1º posto     | 2º posto | 3º posto    | A punti         | Senza punti/Non class.  | Grassetto – Pole position Corsivo – Giro più veloce |
| Legenda | Squalificato | Ritirato | Non partito | Non qualificato | Solo prove/Terzo pilota | Grassetto – Pole position Corsivo – Giro più veloce |